# Bråtön
Bråtön este o arie protejată (arie specială de conservare — SAC, sit de importanță comunitară — SCI) din Suedia întinsă pe o suprafață de 36,8 ha, integral pe uscat.

## Localizare
Centrul sitului Bråtön este situat la coordonatele 59°14′37″N 16°50′50″E / 59.2437°N 16.8473°E.

## Înființare
Situl Bråtön a fost declarat sit de importanță comunitară în ianuarie 1998 pentru a proteja un număr necunoscut de specii din flora spontană și fauna sălbatică aflate în arealul zonei. Situl a fost protejat și ca arie specială de conservare în martie 2011.

## Biodiversitate
Situată în ecoregiunea boreală, aria protejată conține 3 habitate naturale: Mlaștini turboase de tranziție și turbării mișcătoare, Păduri caducifoliate bătrâne naturale hemiboreale fino-scandinave (Quercus, Tilia, Acer, Fraxinus sau Ulmus) bogate în specii epifite, Taiga vestică.
La baza desemnării sitului se află un număr nedeclarat de specii protejate.